# Eugênio de Castro
Eugênio de Castro is een gemeente in de Braziliaanse deelstaat Rio Grande do Sul. De gemeente telt 3.083 inwoners (schatting 2009).